# Мастино II дела Скала
Мастино II дела Скала (на италиански: Mastino II della Scala, * 1308, † 4 юни 1351 във Верона) от род дела Скала е господар на Верона и Виченца (1329 – 1351), господар на Падуа (1328 – 1338), господар на Парма (1332 – 1341), господар на Бреша (1332 – 1337), господар на Лука (1335 – 1347). Той е от 1329 г. сърегент с по-големия му брат Алберто II дела Скала (1306 – 1352).

## Произход
Той е вторият син на Албоино I дела Скала († 1311) и втората му съпруга му Беатриче, дъщеря на Гиберто III да Кореджо и Елена от Маласпина.

## Биография
Мастино последва чичо си Франческо (Кангранде I) дела Скала (1311 – 1329). Мастино II и брат му Алберто II са най-богатите и могъщи владетели по това време. Мастино е политически по-активен. През 1332 г. те завладяват Бреша, получават Парма (1335) и Лука (1339). През 1337 г. против тях се образува силен съюз: Флоренция, Венеция, Висконтите, Есте и Гонзага. След тригодишна война на Дела Скала остават отново само Верона и Виченца.

## Брак и потомство
∞ 1323 за Тадеа да Карара от Падуа, дъщеря на Якопо I, господар на Падуа, и на съпругата му Елизабета Градениго, венецианска патриция, от която има пет сина и три дъщери:
- Беатриче (Реджина) дела Скала (* 1331 във Верона, † 18 юни 1384 вероятно в Сант Анджело Лодижано), чрез брак съгосподаркаМилано (1354 – 1378) и господарка на Милано (1378 – 1384); ∞ 27 септември 1350 в Милано за Бернабо Висконти
- Кангранде II дела Скала (* 1332 във Верона, † 1359 пак там, убит), господар на Верона и Виченца (1351 – 1359) заедно с брат си Кансиньорио; ∞ 22 ноември 1350 за Елизабета Баварска (* 1329, † 1402), най-голямата дъщеря на император Лудвиг IV и Маргарета Холандска, от която няма деца.
- Паоло Албоино II дела Скала (* 1343, † 16 октомври 1375 в замъка на Пескиера, обезглавен), господар на Верона и Виченца (1351 – 1365) заедно с брат си Кансиньорио, неженен
- Кансиньорио дела Скала (* 5 март 1340, † 19 октомври 1375 във Верона), от 1359 до 1375 г. господар на Верона задно с брат си Паоло Албоино, ∞ 6 юни 1363 за Аниезе (* 1345, † 15 юли 1388), дъщеря на Карло ди Гравина (Карло от Драч) и на Мария Калабрийска, от която има една дъщеря. Има и три извънбрачни деца.
- Алталуна дела Скала, сгодена 1354 за Лудвиг V, маркграф на Бранденбург
- Верде дела Скала († 1394), ∞ 19 май 1362 във Ферара за Николо II д’Есте (1338 – 1388), господар на Ферара (*17 май 1338, † 26 март 1388), от когото има син и дъщеря
- Веронезе дела Скала, ∞ за Джакомо Трисино
- Гулиелмо дела Скала († сл. 1351)

Той има и пет извънбрачни сина:
- Тебалдо дела Скала († сл. 1380), ∞ за Катерина Алдригето
- Френяно дела Скала († 25 февруари 1354 във Верона, обезглавен), претендент за трона на Верона
- Аймонте дела Скала († 1394), приор на Сан Джорджо ин Бадия от 1370, приор във Верона
- Пиетро дела Скала († ок. 1393), епископ на Верона (1350 – 1387), свален, епископ на Лоди (1388 – 1390), свален
- Джовани дела Скала.